# ليلة السقوط (مسلسل)
ليلة السقوط مسلسل عراقي تم إنتاجه 2023 من إخراج ناجي طعمي وبطولة طارق لطفي، باسم ياخور، صبا مبارك، كندة حنا، ميلاد يوسف وذو الفقار خضر.

## نبذة
يتناول المسلسل أحداث الموصل إبان سنوات احتلالها من قبل تنظيم الدولة الإسلامية، وتستعرض الظروف المأساوية التي عاشها أهل الموصل خلال تلك الحقبة، وكيف استطاعت القوات المسلحة العراقية المسلحة بالشراكة مع قوات البيشمركة وقوات الحشد الشعبي من دحر التنظيم.

## طاقم العمل
- طارق لطفي بدور ابو عبدالله الذباح
- باسم ياخور بدور قيس
- صبا مبارك بدور جوانا
- كندة حنا بدور كريستين
- ميلاد يوسف بدور سمير
- ذو الفقار خضر بدور أبو عمر
- جواد الشكرجي بدور القاضي إلياس
- أحمد صيام بدور ابو الوليد القاضي
- رياض شهيد بدور ابو جوانة
- خليل إبراهيم
- رهام البياتي بدور ام الوليد
- مازن محمد مصطفى بدور العقيد
- طارق حمدي
- بيداء المعتصم
- نجدفان سليمان